# Опасна красота
Опасна красота (на турски: Eve Düşen Yıldırım) е турски драматичен телевизионен сериал, излязъл на телевизионния екран през 2012 г.

## Излъчване
| Сезон | Епизоди | Начало на сезона | Край на сезона   | Всички епизоди | ТВ сезон | ТВ канал |
| ----- | ------- | ---------------- | ---------------- | -------------- | -------- | -------- |
| 1     | 16      | 9 март 2012      | 27 юни 2012      | 1 – 16         | 2012     | Show TV  |
| 2     | 6       | 8 септември 2012 | 15 октомври 2012 | 17 – 22        | 2012     | Show TV  |

## Актьорски състав
- Мурат Хан – Намък
- Гизем Караджа – Муазез
- Седа Акман – Шайесте
- Мехметджан Миджизолу – Саит
- Шенджан Гюлерйюз – Халил
- Сузан Аксой – Перихан
- Букет Дереоолу – Пънар
- Назан Дипер – Емине

## В България
В България сериалът започва на 18 ноември 2013 г. по Диема Фемили и завършва на 22 януари 2014 г. Ролите се озвучават от Ася Братанова, Ани Василева, Лиза Шопова, Александър Воронов, Стефан Сърчаджиев-Съра и Димитър Иванчев.